# 岡部耕典
岡部 耕典（おかべ こうすけ、1955年 - ）は、日本の社会福祉学者、社会運動家。専門は社会福祉学、福祉社会学、障害学。障害学会理事。

## 人物
1955年京都府京都市生まれ。1973年3月、東京都立三田高等学校卒業。1979年3月、東京大学文学部社会学科卒業。東京都立大学 (1949-2011)大学院社会科学研究科社会福祉学専攻博士前期課程修了後、2006年3月、東京都立大学 (1949-2011)大学院社会科学研究科社会福祉学専攻博士後期課程修了、博士（社会福祉学）。東京学芸大学教育学部非常勤講師、立教大学コミュニティ福祉学部非常勤講師を経て、早稲田大学第一文学部・第二文学部客員准教授、准教授を経て、現在、早稲田大学文化構想学部教授。リソースセンターいなっふ主宰。著書に「障害をもつ子どもの父」の記載あり。

## 著書
- 『障害者自立支援法とケアの自律』、明石書店、2006年5月発行（テキストデータ引換券付き）
- 『良い支援？―知的障害/自由の人たちの自立生活と支援』、寺本晃久ほか共著、生活書院、2008年11月発行
- 『ポスト障害者自立支援法の福祉政策』、明石書店、2010年8月発行